# 北白川宮永久王

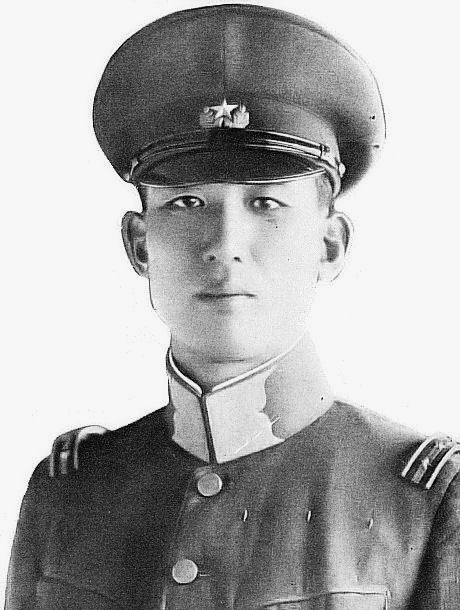
陸軍砲兵大尉当時の永久王

北白川宮永久王（きたしらかわのみや ながひさおう、1910年（明治43年）2月19日 - 1940年（昭和15年）9月4日）は、日本の皇族。陸軍軍人、貴族院議員。北白川宮成久王の第1王子。北白川宮第4代当主。最終階級は陸軍砲兵少佐（薨後特進）、勲等は大勲位菊花大綬章。母は明治天皇の第7皇女房子内親王。妃は男爵徳川義恕の次女祥子。参謀たる陸軍砲兵大尉として蒙疆方面（モンゴル及び中国北部）へ出征していたが、演習中に航空事故に巻き込まれ殉職した。

## 生涯

### 生い立ち
1910年（明治43年）2月19日 、北白川宮成久王と同妃房子内親王の第1男子として誕生。
1912年（大正元年）7月30日に外祖父明治天皇が崩御し、9月13日に大喪の礼が行われた際、永久王は「おじいさまがいらしった」と話し、側近が場所を尋ねると「ほら雲に乗っていらっしゃるではないか」と話したという。また幼少期、野苺を摘んだ際には、両親の分をとりわけ、自分は小さいものを取った。こうした逸話は、後に孝道を示すものとして紹介された。
また、幼少期から馬術を愛好した。
1923年（大正12年）4月1日、父・成久王がパリ郊外で交通事故により薨去し、北白川宮家を継ぐ。成久王の亡骸は5月29日に神戸港に到着し、5月30日に東京に帰還した。神戸では当時13歳だった永久王が、伯母の竹田宮妃昌子内親王とともに亡骸を迎え、東京まで付き添った。
翌1924年（大正13年）、東京陸軍幼年学校に入校（28期）。同年、竹田宮恒徳王と北海道及び東北地方を視察した際、仙台で黒竹の杖を購入して母宮への土産とした所、房子内親王は非常に喜び、長年大切にした。翌1925年（大正14年）の新春に、次の歌を詠んだ。
| 「                           | 新年に 父宮のこころやすめむとあらたまの 年を迎へて先つ思ひけり | 」 |
| —『北白川宮永久王殿下』 p.11 |                                                                |    |

幼年学校入学後、生徒監から学友の選定について尋ねられ「同期生全部私の学友であります」と返答した。また、2年在学中、旅行の誘いを断って靖国神社例大祭に参列したことは、教官たちにも感銘を与えた。
続いて陸軍士官学校予科、同本科（43期、兵科・砲兵）を経た1931年（昭和6年）、陸軍砲兵少尉任官。少尉任官間もない1931年（昭和6年）頃、李鍝と親しく交流した。
母宮の房子内親王は、父帝明治天皇の影響から武勇を重んじ、永久王の教育に熱心かつ厳しかったとされる。陸軍士官学校予科の卒業直前の野外演習及び卒業式前日に、永久王の妹宮とともに参観している。

### 陸軍軍人として
1934年（昭和9年）、陸軍砲工学校高等科を卒業する。その後も陸軍野戦砲兵学校で乙種学生として教育を受け、1939年（昭和14年）には陸軍大学校を卒業（52期）。
永久王は父宮・成久王や他の皇族たる陸軍軍人（朝香宮鳩彦王・賀陽宮恒憲王・閑院宮春仁王・朝香宮家の孚彦王・竹田宮恒徳王等）がそうであったように、軍服は大正末・昭和期当時の陸軍青年将校の間で大流行していた、瀟洒で派手なものを仕立て着用していた。こうしたハイカラな服装に対し、近衛野砲連隊長が将校に、カフスボタンを酒保で販売されている簡素なものに改めるよう指導したところ、永久王はすでにその簡素なボタンを着けており、将校一同は驚き早速改めた。
陸軍大学校時代には陸大52期生と海軍大学校37期生とで盛んに交流を持ち「二元会」とし、さらに後輩の陸大53期生が加わることも認めた。これは、「陸海軍が一体であるべき」という永久王の信念に基づく。
1940年（昭和15年）3月、蒙彊方面の駐蒙軍に初出征。同年6月17日より参謀の職についていた。この頃、次の和歌を詠んだ。
| 「                          | 戦地に於いて かぎりなきおしえの道をまもりつつ すめらみ国にみをささげなん きみがため国のためにとみをすてて つとめはげまんもののふのみち | 」 |
| —『北白川宮永久王殿下』 p.7 | |    |

永久王が統裁した特別指導訓練の最終日である9月4日午前11時過ぎ、不時着して来た戦闘機の右翼の先端に接触、右足膝下切断、左足骨折、頭部に裂傷という状態で病院に運ばれたが、同日午後7時過ぎに薨去した。享年31。
亡骸は、9月5日早朝のうちに張家口を出立し、夕方には立川陸軍飛行場に到着、20時頃に高輪の邸宅に到着した。母宮の房子内親王は気丈にも「長い間ご苦労様でありました」と、涙を見せずに永久王の「戦死」を讃えた。また、3歳の道久王は日の丸の小旗を持ち、正門で亡骸を迎えた。
9月7日に葬儀が行われ、母宮の希望で、永久王の母隊が近衛野砲兵連隊だったことに因み、棺は砲車で豊島岡墓地に運ばれた。
当時、9月5日午後1時には薨去が発表されたが、具体的な地名・薨去の状況は軍事機密として伏せられていた。しかし、翌日の新聞では午前11時20分負傷、午後7時21分薨去と詳細が報じられた。尚、永久王の死は純然たる事故死であったが、名誉の戦死と発表されている。

### 薨去後
永久王は、1941年（昭和16年）10月に創建された蒙疆神社（張家口市）の祭神となった。
1942年（昭和17年）秋、永久王を偲び、母宮房子内親王と祥子妃は、それぞれ次の和歌を詠んだ。
| 「                                                                       | 【北白川大妃房子内親王】 神々の 大きみいつは とつくにの 境もこえて 光かゞやく 玉となりて 身はくだくれと とこしえに たまも御国を まもりつくさむ 【北白川宮妃祥子】 なつかしみ明けくれとほきみやしろに 心かよひて すぎしニとせ 二とせの 秋めぐりきて ことさらに 深き思ひに ふける夜半かな | 」 |
| —北白川宮大妃房子内親王・北白川宮妃祥子（『日本婦人』昭和18年5月号より） | |    |

この他、1944年刊行の『仰徳集』（塚本清彦編著）には、降嫁した実妹たちや二元会会員の陸海軍人ら永久王と親交のあった人々や、一般国民の和歌が多数収録されている。
北白川宮家は、長男の道久王が3歳にして継承したが、1947年（昭和22年）の皇籍離脱の対象となった。
永久王は蒙疆神社に祭神として祀られていたが、戦後の1959年（昭和34年）10月4日、永久王は祖父の北白川宮能久親王とともに靖国神社に合祀された。能久親王同様に英霊とは別に一座が設けられており、いわば別格扱いとなっている。遊就館には、特設の展示コーナーがある他、永久王の胸像が飾られている。
妃の祥子は、皇籍離脱後、香淳皇后の女官長を長く務めた後、2015年（平成27年）に98歳で亡くなった。長男の北白川道久も2018年（平成30年）に81歳で没し、北白川家の男系は断絶した。

### 年表

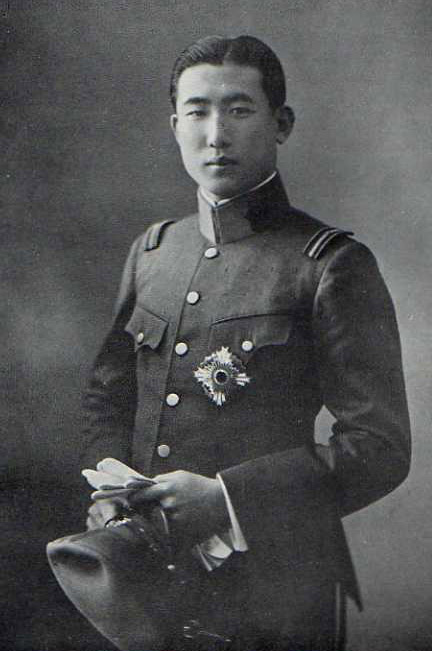
陸軍砲兵少尉（近衛野砲兵連隊附）任官間もない頃の北白川宮永久王。帝国陸軍の青年将校文化の中でも特に瀟洒なスタイルであり、軍帽（チェッコ式）の襠前部や襟は極めて高く、襟章・肩章・雨蓋の造形美には凝り、ウエストは強く括れた細見でタイトな仕立て

- 1910年（明治43年）2月19日 - 誕生
- 1924年（大正13年）4月 - 東京陸軍幼年学校入校
- 1927年（昭和2年）4月 - 陸軍士官学校予科入校
- 1929年（昭和4年）3月 - 陸軍士官学校予科卒業
- 1930年（昭和5年）2月18日 - 貴族院議員（皇族議員）[17]
- 1931年（昭和6年）7月 - 陸軍士官学校本科卒業（43期）
- 1931年（昭和6年）10月 - 陸軍砲兵少尉[18]・近衛野砲兵連隊附[19]
- 1931年（昭和6年）10月26日 - 勲一等旭日桐花大綬章
- 1932年（昭和7年）12月 - 陸軍砲工学校入校
- 1934年（昭和9年）3月 - 陸軍砲兵中尉
- 1934年（昭和9年）11月 - 陸軍砲工学校高等科卒業
- 1935年（昭和10年）4月26日 - 徳川祥子と成婚
- 1936年（昭和11年）2月 - 陸軍野戦砲兵学校乙種学生入校
- 1936年（昭和11年）6月 - 陸軍野戦砲兵学校乙種学生卒業
- 1937年（昭和12年）3月 - 陸軍砲兵大尉・近衛野砲兵連隊中隊長
- 1937年（昭和12年）5月2日 - 道久王誕生
- 1939年（昭和14年）11月 - 陸軍大学校卒業（52期）
- 1940年（昭和15年）3月 - 駐蒙軍参謀部附
- 1940年（昭和15年）6月 - 駐蒙軍参謀
- 1940年（昭和15年）9月4日 - 張家口で演習中に事故死。陸軍砲兵少佐・大勲位菊花大綬章
- 1959年（昭和34年）10月4日 - 靖国神社に合祀

## 栄典
- 1928年（昭和3年）11月10日 - 大礼記念章[20]
- 1930年（昭和5年）12月5日 - 帝都復興記念章[21]
- 1931年（昭和6年）10月26日 - 勲一等旭日桐花大綬章[22]
- 1940年（昭和15年）8月15日 - 紀元二千六百年祝典記念章[23]
- 1940年（昭和15年）9月4日 ※薨去と同日付
  - 大勲位菊花大綬章[24]
  - 功四級金鵄勲章[25]

## 血縁

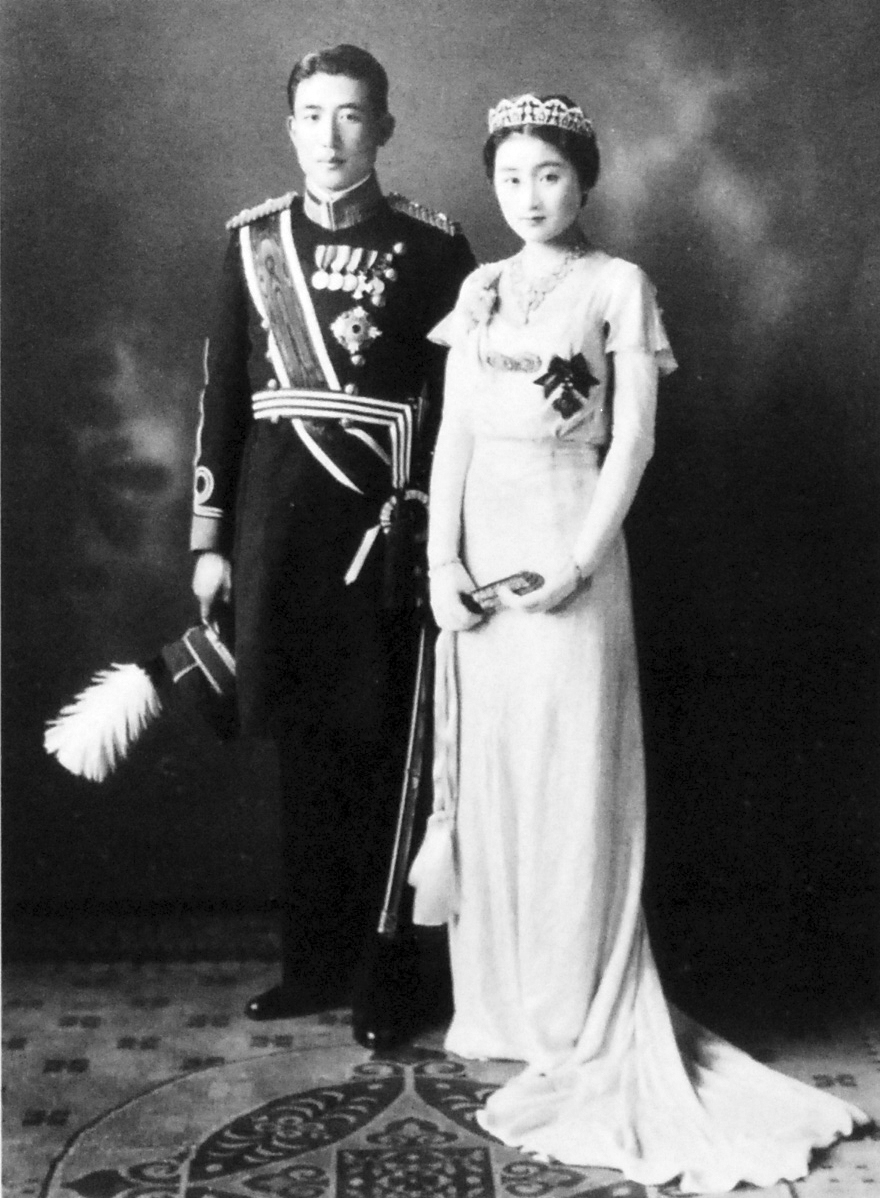
1935年（昭和10年）4月26日、徳川祥子との婚礼

永久王には妃祥子との間に道久王と肇子女王がおり、道久王は父宮の没後北白川宮を継承するも、第二次世界大戦敗戦後の1947年（昭和22年）に皇籍離脱、その後伊勢神宮大宮司に就任。肇子女王は旧公爵の島津忠広（島津忠承長男）に嫁す。
北白川宮家は初代智成親王が僅か17歳で薨去し、2代能久親王は台湾で戦病死、3代成久王は自動車事故で薨去するなど不幸続きであった事から、悲劇の宮家などとも呼ばれる。
- 父母：北白川宮成久王 - 成久王妃房子内親王
- 兄弟：永久王 - 美年子女王 - 佐和子女王 - 多恵子女王
- 妻：徳川祥子（とくがわ さちこ、1916年（大正5年） - 2015年（平成27年）） - 男爵徳川義恕次女
- 子：
  - 第1王子：道久王（みちひさおう、1937年（昭和12年） -  2018年（平成30年） ）
  - 第1王女：肇子女王（はつこじょおう、1939年（昭和14年） - ） - 島津忠廣夫人（旧公爵）

|                                      |                                      |                                      |                                      |                                      |                                      |  |  |                          |                          |                          |                          |                          |                          |                      |                      |                        |                        |                        |                        |                        |                        |  |  |                            |                            |                            |                            |                            |                            |                        |                        |                        |                        |                        |                        |                        |                        |  |  |                          |                          |                          |                          |                          |                          |                      |                      |                        |                        |                        |                        |                        |                        |  |  |                            |                            |                            |                            |                            |                            |                    |                    |                        |                        |                        |                        |                        |                        |                        |                        |                        |                        |                                     |                                     |                                     |                                     |                                     |                                     |  |  |  |  |  |  |  |  |  |  |  |  |  |  |  |  |  |  |  |  |
| 明治天皇 (1852-1912) 在位 1867-1912  |                                      |                                      |                                      |                                      |                                      |  |  |                          |                          |                          |                          |                          |                          |                      |                      |                        |                        |                        |                        |                        |                        |  |  |                            |                            |                            |                            |                            |                            |                        |                        |                        |                        |                        |                        |                        |                        |  |  |                          |                          |                          |                          |                          |                          |                      |                      |                        |                        |                        |                        |                        |                        |  |  |                            |                            |                            |                            |                            |                            |                    |                    |                        |                        |                        |                        |                        |                        |                        |                        |                        |                        |                                     |                                     |                                     |                                     |                                     |                                     |  |  |  |  |  |  |  |  |  |  |  |  |  |  |  |  |  |  |  |  |
|                                      |                                      |                                      |                                      |                                      |                                      |  |  |                          |                          |                          |                          |                          |                          |                      |                      |                        |                        |                        |                        |                        |                        |  |  |                            |                            |                            |                            |                            |                            |                        |                        |                        |                        |                        |                        |                        |                        |  |  |                          |                          |                          |                          |                          |                          |                      |                      |                        |                        |                        |                        |                        |                        |  |  |                            |                            |                            |                            |                            |                            |                    |                    |                        |                        |                        |                        |                        |                        |                        |                        |                        |                        |                                     |                                     |                                     |                                     |                                     |                                     |  |  |  |  |  |  |  |  |  |  |  |  |  |  |  |  |  |  |  |  |
|                                      |                                      |                                      |                                      |                                      |                                      |  |  |                          |                          |                          |                          |                          |                          |                      |                      |                        |                        |                        |                        |                        |                        |  |  |                            |                            |                            |                            |                            |                            |                        |                        |                        |                        |                        |                        |                        |                        |  |  |                          |                          |                          |                          |                          |                          |                      |                      |                        |                        |                        |                        |                        |                        |  |  |                            |                            |                            |                            |                            |                            |                    |                    |                        |                        |                        |                        |                        |                        |                        |                        |                        |                        |                                     |                                     |                                     |                                     |                                     |                                     |  |  |  |  |  |  |  |  |  |  |  |  |  |  |  |  |  |  |  |  |
| 大正天皇 (1879-1926) 在位 1912-1926  | 大正天皇 (1879-1926) 在位 1912-1926  | 大正天皇 (1879-1926) 在位 1912-1926  | 大正天皇 (1879-1926) 在位 1912-1926  | 大正天皇 (1879-1926) 在位 1912-1926  | 大正天皇 (1879-1926) 在位 1912-1926  |  |  | 竹田宮恒久王 (1882-1919) | 竹田宮恒久王 (1882-1919) | 竹田宮恒久王 (1882-1919) | 竹田宮恒久王 (1882-1919) | 竹田宮恒久王 (1882-1919) | 竹田宮恒久王 (1882-1919) |                      |                      | 昌子内親王 (1888-1940) | 昌子内親王 (1888-1940) | 昌子内親王 (1888-1940) | 昌子内親王 (1888-1940) | 昌子内親王 (1888-1940) | 昌子内親王 (1888-1940) |  |  | 北白川宮成久王 (1887-1923) | 北白川宮成久王 (1887-1923) | 北白川宮成久王 (1887-1923) | 北白川宮成久王 (1887-1923) | 北白川宮成久王 (1887-1923) | 北白川宮成久王 (1887-1923) |                        |                        | 房子内親王 (1890-1974) | 房子内親王 (1890-1974) | 房子内親王 (1890-1974) | 房子内親王 (1890-1974) | 房子内親王 (1890-1974) | 房子内親王 (1890-1974) |  |  | 朝香宮鳩彦王 (1887-1981) | 朝香宮鳩彦王 (1887-1981) | 朝香宮鳩彦王 (1887-1981) | 朝香宮鳩彦王 (1887-1981) | 朝香宮鳩彦王 (1887-1981) | 朝香宮鳩彦王 (1887-1981) |                      |                      | 允子内親王 (1891-1933) | 允子内親王 (1891-1933) | 允子内親王 (1891-1933) | 允子内親王 (1891-1933) | 允子内親王 (1891-1933) | 允子内親王 (1891-1933) |  |  | 東久邇宮稔彦王 (1887-1990) | 東久邇宮稔彦王 (1887-1990) | 東久邇宮稔彦王 (1887-1990) | 東久邇宮稔彦王 (1887-1990) | 東久邇宮稔彦王 (1887-1990) | 東久邇宮稔彦王 (1887-1990) |                    |                    | 聡子内親王 (1896-1978) | 聡子内親王 (1896-1978) | 聡子内親王 (1896-1978) | 聡子内親王 (1896-1978) | 聡子内親王 (1896-1978) | 聡子内親王 (1896-1978) |                        |                        |                        |                        | 昭和天皇 (1901-1989) 在位 1926-1989 | 昭和天皇 (1901-1989) 在位 1926-1989 | 昭和天皇 (1901-1989) 在位 1926-1989 | 昭和天皇 (1901-1989) 在位 1926-1989 | 昭和天皇 (1901-1989) 在位 1926-1989 | 昭和天皇 (1901-1989) 在位 1926-1989 |  |  |  |  |  |  |  |  |  |  |  |  |  |  |  |  |  |  |  |  |
| 大正天皇 (1879-1926) 在位 1912-1926  | 大正天皇 (1879-1926) 在位 1912-1926  | 大正天皇 (1879-1926) 在位 1912-1926  | 大正天皇 (1879-1926) 在位 1912-1926  | 大正天皇 (1879-1926) 在位 1912-1926  | 大正天皇 (1879-1926) 在位 1912-1926  |  |  | 竹田宮恒久王 (1882-1919) | 竹田宮恒久王 (1882-1919) | 竹田宮恒久王 (1882-1919) | 竹田宮恒久王 (1882-1919) | 竹田宮恒久王 (1882-1919) | 竹田宮恒久王 (1882-1919) |                      |                      | 昌子内親王 (1888-1940) | 昌子内親王 (1888-1940) | 昌子内親王 (1888-1940) | 昌子内親王 (1888-1940) | 昌子内親王 (1888-1940) | 昌子内親王 (1888-1940) |  |  | 北白川宮成久王 (1887-1923) | 北白川宮成久王 (1887-1923) | 北白川宮成久王 (1887-1923) | 北白川宮成久王 (1887-1923) | 北白川宮成久王 (1887-1923) | 北白川宮成久王 (1887-1923) |                        |                        | 房子内親王 (1890-1974) | 房子内親王 (1890-1974) | 房子内親王 (1890-1974) | 房子内親王 (1890-1974) | 房子内親王 (1890-1974) | 房子内親王 (1890-1974) |  |  | 朝香宮鳩彦王 (1887-1981) | 朝香宮鳩彦王 (1887-1981) | 朝香宮鳩彦王 (1887-1981) | 朝香宮鳩彦王 (1887-1981) | 朝香宮鳩彦王 (1887-1981) | 朝香宮鳩彦王 (1887-1981) |                      |                      | 允子内親王 (1891-1933) | 允子内親王 (1891-1933) | 允子内親王 (1891-1933) | 允子内親王 (1891-1933) | 允子内親王 (1891-1933) | 允子内親王 (1891-1933) |  |  | 東久邇宮稔彦王 (1887-1990) | 東久邇宮稔彦王 (1887-1990) | 東久邇宮稔彦王 (1887-1990) | 東久邇宮稔彦王 (1887-1990) | 東久邇宮稔彦王 (1887-1990) | 東久邇宮稔彦王 (1887-1990) |                    |                    | 聡子内親王 (1896-1978) | 聡子内親王 (1896-1978) | 聡子内親王 (1896-1978) | 聡子内親王 (1896-1978) | 聡子内親王 (1896-1978) | 聡子内親王 (1896-1978) |                        |                        |                        |                        | 昭和天皇 (1901-1989) 在位 1926-1989 | 昭和天皇 (1901-1989) 在位 1926-1989 | 昭和天皇 (1901-1989) 在位 1926-1989 | 昭和天皇 (1901-1989) 在位 1926-1989 | 昭和天皇 (1901-1989) 在位 1926-1989 | 昭和天皇 (1901-1989) 在位 1926-1989 |  |  |  |  |  |  |  |  |  |  |  |  |  |  |  |  |  |  |  |  |
|                                      |                                      |                                      |                                      |                                      |                                      |  |  |                          |                          |                          |                          |                          |                          |                      |                      |                        |                        |                        |                        |                        |                        |  |  |                            |                            |                            |                            |                            |                            |                        |                        |                        |                        |                        |                        |                        |                        |  |  |                          |                          |                          |                          |                          |                          |                      |                      |                        |                        |                        |                        |                        |                        |  |  |                            |                            |                            |                            |                            |                            |                    |                    |                        |                        |                        |                        |                        |                        |                        |                        |                        |                        |                                     |                                     |                                     |                                     |                                     |                                     |  |  |  |  |  |  |  |  |  |  |  |  |  |  |  |  |  |  |  |  |
| 昭和天皇 (1901-1989) 在位 1926-1989  | 昭和天皇 (1901-1989) 在位 1926-1989  | 昭和天皇 (1901-1989) 在位 1926-1989  | 昭和天皇 (1901-1989) 在位 1926-1989  | 昭和天皇 (1901-1989) 在位 1926-1989  | 昭和天皇 (1901-1989) 在位 1926-1989  |  |  |                          |                          |                          |                          | 竹田恒徳 (1909-1992)     | 竹田恒徳 (1909-1992)     | 竹田恒徳 (1909-1992) | 竹田恒徳 (1909-1992) | 竹田恒徳 (1909-1992)   | 竹田恒徳 (1909-1992)   |                        |                        |                        |                        |  |  |                            |                            |                            |                            | 永久王 (1910-1940)         | 永久王 (1910-1940)         | 永久王 (1910-1940)     | 永久王 (1910-1940)     | 永久王 (1910-1940)     | 永久王 (1910-1940)     |                        |                        |                        |                        |  |  |                          |                          |                          |                          | 朝香孚彦 (1912-1994)     | 朝香孚彦 (1912-1994)     | 朝香孚彦 (1912-1994) | 朝香孚彦 (1912-1994) | 朝香孚彦 (1912-1994)   | 朝香孚彦 (1912-1994)   |                        |                        |                        |                        |  |  |                            |                            |                            |                            | 盛厚王 (1916-1969)         | 盛厚王 (1916-1969)         | 盛厚王 (1916-1969) | 盛厚王 (1916-1969) | 盛厚王 (1916-1969)     | 盛厚王 (1916-1969)     |                        |                        |                        |                        | 成子内親王 (1925-1961) | 成子内親王 (1925-1961) | 成子内親王 (1925-1961) | 成子内親王 (1925-1961) | 成子内親王 (1925-1961)              | 成子内親王 (1925-1961)              |                                     |                                     |                                     |                                     |  |  |  |  |  |  |  |  |  |  |  |  |  |  |  |  |  |  |  |  |
| 昭和天皇 (1901-1989) 在位 1926-1989  | 昭和天皇 (1901-1989) 在位 1926-1989  | 昭和天皇 (1901-1989) 在位 1926-1989  | 昭和天皇 (1901-1989) 在位 1926-1989  | 昭和天皇 (1901-1989) 在位 1926-1989  | 昭和天皇 (1901-1989) 在位 1926-1989  |  |  |                          |                          |                          |                          | 竹田恒徳 (1909-1992)     | 竹田恒徳 (1909-1992)     | 竹田恒徳 (1909-1992) | 竹田恒徳 (1909-1992) | 竹田恒徳 (1909-1992)   | 竹田恒徳 (1909-1992)   |                        |                        |                        |                        |  |  |                            |                            |                            |                            | 永久王 (1910-1940)         | 永久王 (1910-1940)         | 永久王 (1910-1940)     | 永久王 (1910-1940)     | 永久王 (1910-1940)     | 永久王 (1910-1940)     |                        |                        |                        |                        |  |  |                          |                          |                          |                          | 朝香孚彦 (1912-1994)     | 朝香孚彦 (1912-1994)     | 朝香孚彦 (1912-1994) | 朝香孚彦 (1912-1994) | 朝香孚彦 (1912-1994)   | 朝香孚彦 (1912-1994)   |                        |                        |                        |                        |  |  |                            |                            |                            |                            | 盛厚王 (1916-1969)         | 盛厚王 (1916-1969)         | 盛厚王 (1916-1969) | 盛厚王 (1916-1969) | 盛厚王 (1916-1969)     | 盛厚王 (1916-1969)     |                        |                        |                        |                        | 成子内親王 (1925-1961) | 成子内親王 (1925-1961) | 成子内親王 (1925-1961) | 成子内親王 (1925-1961) | 成子内親王 (1925-1961)              | 成子内親王 (1925-1961)              |                                     |                                     |                                     |                                     |  |  |  |  |  |  |  |  |  |  |  |  |  |  |  |  |  |  |  |  |
|                                      |                                      |                                      |                                      |                                      |                                      |  |  |                          |                          |                          |                          |                          |                          |                      |                      |                        |                        |                        |                        |                        |                        |  |  |                            |                            |                            |                            |                            |                            |                        |                        |                        |                        |                        |                        |                        |                        |  |  |                          |                          |                          |                          |                          |                          |                      |                      |                        |                        |                        |                        |                        |                        |  |  |                            |                            |                            |                            |                            |                            |                    |                    |                        |                        |                        |                        |                        |                        |                        |                        |                        |                        |                                     |                                     |                                     |                                     |                                     |                                     |  |  |  |  |  |  |  |  |  |  |  |  |  |  |  |  |  |  |  |  |
| 上皇 （明仁） (1933-) 在位 1989-2019 | 上皇 （明仁） (1933-) 在位 1989-2019 | 上皇 （明仁） (1933-) 在位 1989-2019 | 上皇 （明仁） (1933-) 在位 1989-2019 | 上皇 （明仁） (1933-) 在位 1989-2019 | 上皇 （明仁） (1933-) 在位 1989-2019 |  |  |                          |                          |                          |                          | 竹田恒正 (1940-)         | 竹田恒正 (1940-)         | 竹田恒正 (1940-)     | 竹田恒正 (1940-)     | 竹田恒正 (1940-)       | 竹田恒正 (1940-)       |                        |                        |                        |                        |  |  |                            |                            |                            |                            | 北白川道久 (1937-2018)     | 北白川道久 (1937-2018)     | 北白川道久 (1937-2018) | 北白川道久 (1937-2018) | 北白川道久 (1937-2018) | 北白川道久 (1937-2018) |                        |                        |                        |                        |  |  |                          |                          |                          |                          | 朝香誠彦 (1943-)         | 朝香誠彦 (1943-)         | 朝香誠彦 (1943-)     | 朝香誠彦 (1943-)     | 朝香誠彦 (1943-)       | 朝香誠彦 (1943-)       |                        |                        |                        |                        |  |  |                            |                            |                            |                            |                            |                            |                    |                    |                        |                        | 東久邇信彦 (1945-2019) | 東久邇信彦 (1945-2019) | 東久邇信彦 (1945-2019) | 東久邇信彦 (1945-2019) | 東久邇信彦 (1945-2019) | 東久邇信彦 (1945-2019) |                        |                        |                                     |                                     |                                     |                                     |                                     |                                     |  |  |  |  |  |  |  |  |  |  |  |  |  |  |  |  |  |  |  |  |
| 上皇 （明仁） (1933-) 在位 1989-2019 | 上皇 （明仁） (1933-) 在位 1989-2019 | 上皇 （明仁） (1933-) 在位 1989-2019 | 上皇 （明仁） (1933-) 在位 1989-2019 | 上皇 （明仁） (1933-) 在位 1989-2019 | 上皇 （明仁） (1933-) 在位 1989-2019 |  |  |                          |                          |                          |                          | 竹田恒正 (1940-)         | 竹田恒正 (1940-)         | 竹田恒正 (1940-)     | 竹田恒正 (1940-)     | 竹田恒正 (1940-)       | 竹田恒正 (1940-)       |                        |                        |                        |                        |  |  |                            |                            |                            |                            | 北白川道久 (1937-2018)     | 北白川道久 (1937-2018)     | 北白川道久 (1937-2018) | 北白川道久 (1937-2018) | 北白川道久 (1937-2018) | 北白川道久 (1937-2018) |                        |                        |                        |                        |  |  |                          |                          |                          |                          | 朝香誠彦 (1943-)         | 朝香誠彦 (1943-)         | 朝香誠彦 (1943-)     | 朝香誠彦 (1943-)     | 朝香誠彦 (1943-)       | 朝香誠彦 (1943-)       |                        |                        |                        |                        |  |  |                            |                            |                            |                            |                            |                            |                    |                    |                        |                        | 東久邇信彦 (1945-2019) | 東久邇信彦 (1945-2019) | 東久邇信彦 (1945-2019) | 東久邇信彦 (1945-2019) | 東久邇信彦 (1945-2019) | 東久邇信彦 (1945-2019) |                        |                        |                                     |                                     |                                     |                                     |                                     |                                     |  |  |  |  |  |  |  |  |  |  |  |  |  |  |  |  |  |  |  |  |
| 今上天皇 （徳仁） (1960-) 在位 2019- | 今上天皇 （徳仁） (1960-) 在位 2019- | 今上天皇 （徳仁） (1960-) 在位 2019- | 今上天皇 （徳仁） (1960-) 在位 2019- | 今上天皇 （徳仁） (1960-) 在位 2019- | 今上天皇 （徳仁） (1960-) 在位 2019- |  |  |                          |                          |                          |                          | 竹田家                   | 竹田家                   | 竹田家               | 竹田家               | 竹田家                 | 竹田家                 |                        |                        |                        |                        |  |  |                            |                            |                            |                            | (男系断絶)                 | (男系断絶)                 | (男系断絶)             | (男系断絶)             | (男系断絶)             | (男系断絶)             |                        |                        |                        |                        |  |  |                          |                          |                          |                          | 朝香家                   | 朝香家                   | 朝香家               | 朝香家               | 朝香家                 | 朝香家                 |                        |                        |                        |                        |  |  |                            |                            |                            |                            |                            |                            |                    |                    |                        |                        | 東久邇家               | 東久邇家               | 東久邇家               | 東久邇家               | 東久邇家               | 東久邇家               |                        |                        |                                     |                                     |                                     |                                     |                                     |                                     |  |  |  |  |  |  |  |  |  |  |  |  |  |  |  |  |  |  |  |  |

## 作詞
- 『伊勢神宮にて』信時潔作曲 - 1940年（昭和5年）に詠んだ和歌に、曲をつけたもの
- 『駐蒙軍の歌』陸軍軍楽隊作曲

## 追悼歌
- 『故北白川宮永久王殿下を悼み奉る歌』北原白秋作詞、陸軍軍楽隊作曲
- 『尊い宮さま』佐藤惣之助作詞、佐々木すぐる作曲

- 『嗚呼北白川宮殿下』、二荒芳徳[注釈 2]作詞、古関裕而作曲 - 文部省撰定

　　１．  明くるアジヤの大空を　護る銀翼はげまして  大御光を天地に　輝かさんと征でましし  嗚呼若き參謀の宮殿下 
　　２．  日本男兒の意氣高く　超低空の射撃すと  命を的の急降下　完爾と笑みて統べませる  嗚呼若き參謀の宮殿下  
　　３．  竹の園生の御身にて　秋空澄める蒙彊に  神去りましてとこしへに　皇御國を護ります  嗚呼若き參謀の宮殿下  
　　４．  おもへ神武の大御業　扶げ奉れる皇子の如  御魂捧げし御いさをに　今大東亞興りゆく  嗚呼若き參謀の宮殿下